# Посиделов, Валерий Павлович
Валерий Павлович Посиделов (род. 19 августа 1960, Ростов-на-Дону) — российский рок-музыкант, журналист, литератор. Наиболее известен как лидер рок-групп «День и Вечер», «Новые комсомольцы», «Транс-Мотор», «Сказочник в законе» и «Там! Нет Ничего».

## Биография
Родился 19 августа 1960 года в Ростове-на-Дону. В 1983 году окончил журфак Ростовского государственного университета.
В 1979 году организовал группу «День и Вечер», давшую начало «второй волне» ростовской рок-музыки. После распада «Дня и Вечера» в 1988 году организовал группу «Там! Нет Ничего», которая была приглашена на первый рок-фестиваль журнала «Аврора», организованный Александром Житинским.
В январе 1986 года был избран председателем Ростовского рок-клуба, но почти сразу сложил с себя полномочия, предпочтя административной работе творческую деятельность. При этом Валерий Посиделов оставался одним из самых деятельных и активных участников местного рок-движения.
Вместе с Галиной Пилипенко издавал машинописный рок-фэнзин «ПНЧУ» («Приложение неизвестно к чему») и выросший из него в 1988 году журнал «Ура Бум-Бум!».
"На ироничный вопрос N o том, как всё-таки может быть интересен и популярен журнал, герои которого малоизвестны, Валерий Посиделов уверенно ответил: «Мы раскручиваем тех, кто достоин того, чтобы о них знали. Мы должны пробиваться сквозь безвкусицу и мещанство, царящие кругом.
Если верить, всё получится».
А ещё Валерий Посиделов считает, что в России нарождается поколение «очень новых русских», которые понимают свою выгоду вкладывания денег в искусство". - писала в 1995 году Катерина Гордеева в еженедельнике «Город N».
.
В 1989 году совместно с Галиной Пилипенко создал первый в стране самиздатовский  подкаст-проект «Иллюзия независимого радио».
В мае 2010 года принял участие в треш-акции игры на «Fucking butterflies» Вадима Морозова совместно с гитаристами Дмитрием Келешьяном (группа «Хуже, чем дети»), В. Князевым, Папой Срапой «Dick trasy style — installetion» на открытии центрального проекта Первой Южно-Российской биеннале современного искусства в Ростове-на-Дону.

## Книги
- Посиделов В. Магия рок-музыки. — Ростов-на-Дону: Феникс, 2001. — 320 с. — ISBN 5-222-01732-X.[8]